# Goswin Frenken
Goswin Frenken (* 2. August 1887 in Hottorf; † 23. Januar 1945 im KZ Flossenbürg) war ein deutscher Literaturwissenschaftler und Opfer des Nationalsozialismus.

## Leben
Goswin Frenken war Sohn des Kölner Oberlandesgerichtspräsidenten Josef Frenken und der Maria Eleonore von Meer. Frenken studierte Germanistik in Bonn und Berlin. Er promovierte am 29. April 1914 bei Karl Strecker und Gustav Roethe über die Exempla des Jakob von Vitry an der Philosophischen Fakultät der Friedrich-Wilhelms-Universität zu Berlin. Im Ersten Weltkrieg geriet er in französische Kriegsgefangenschaft. Nach seiner Freilassung setzte er seine akademische Laufbahn an der Universität zu Köln fort, wo er 1922 habilitiert wurde. Im November 1929 wurde Frenken zum nichtbeamteten außerordentlichen Professor für mittellateinische Philologie und vergleichende Literaturgeschichte des Mittelalters ernannt. Frenken galt als „unpolitischer Eigenbrötler“ und verkörperte, so Frank Golczewski, den "Typus des „leicht verschrobenen, engagierten, unbürgerlichen Wissenschaftlers“.

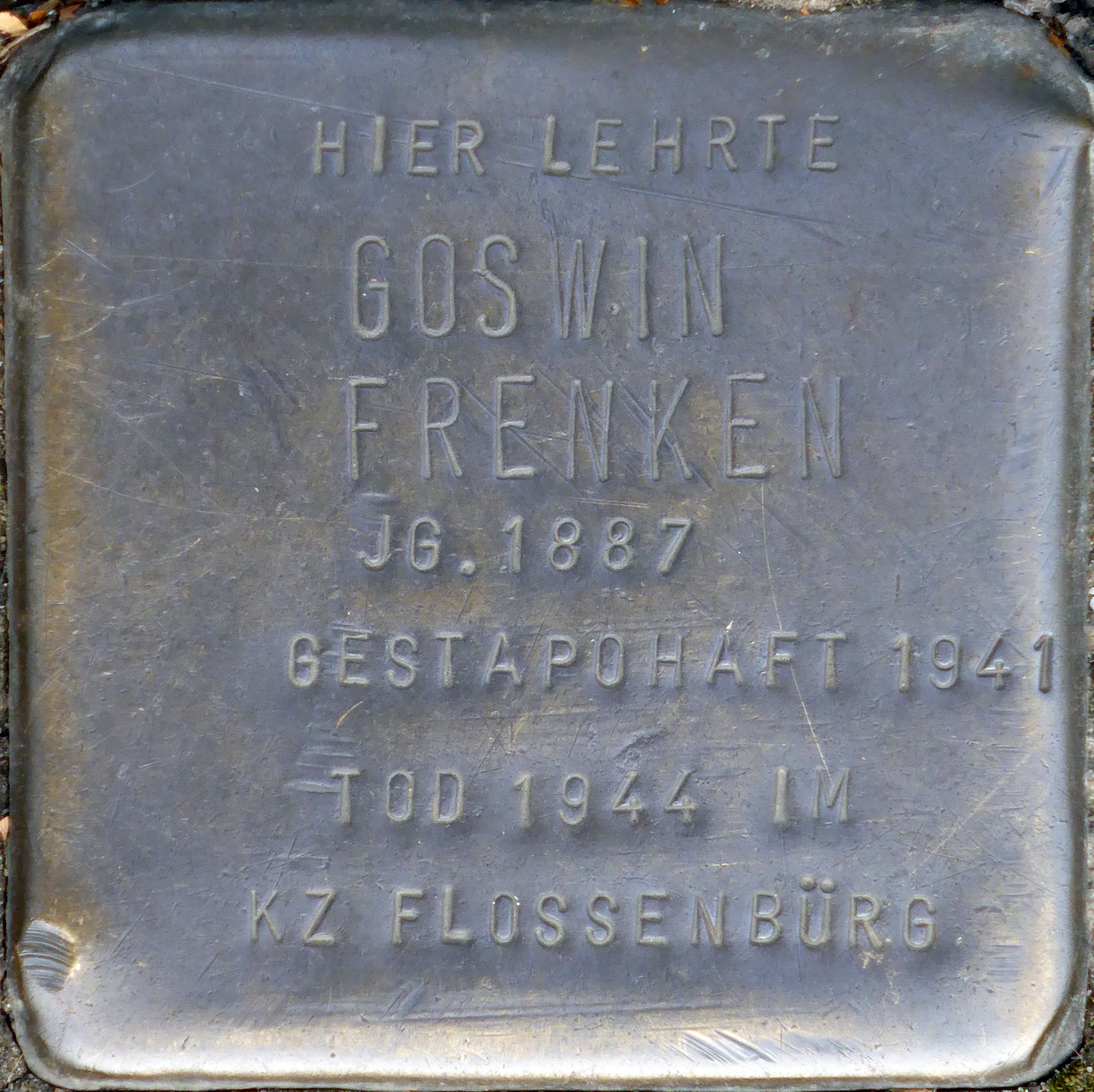
Stolperstein vor dem Hauptgebäude der Universität zu Köln.

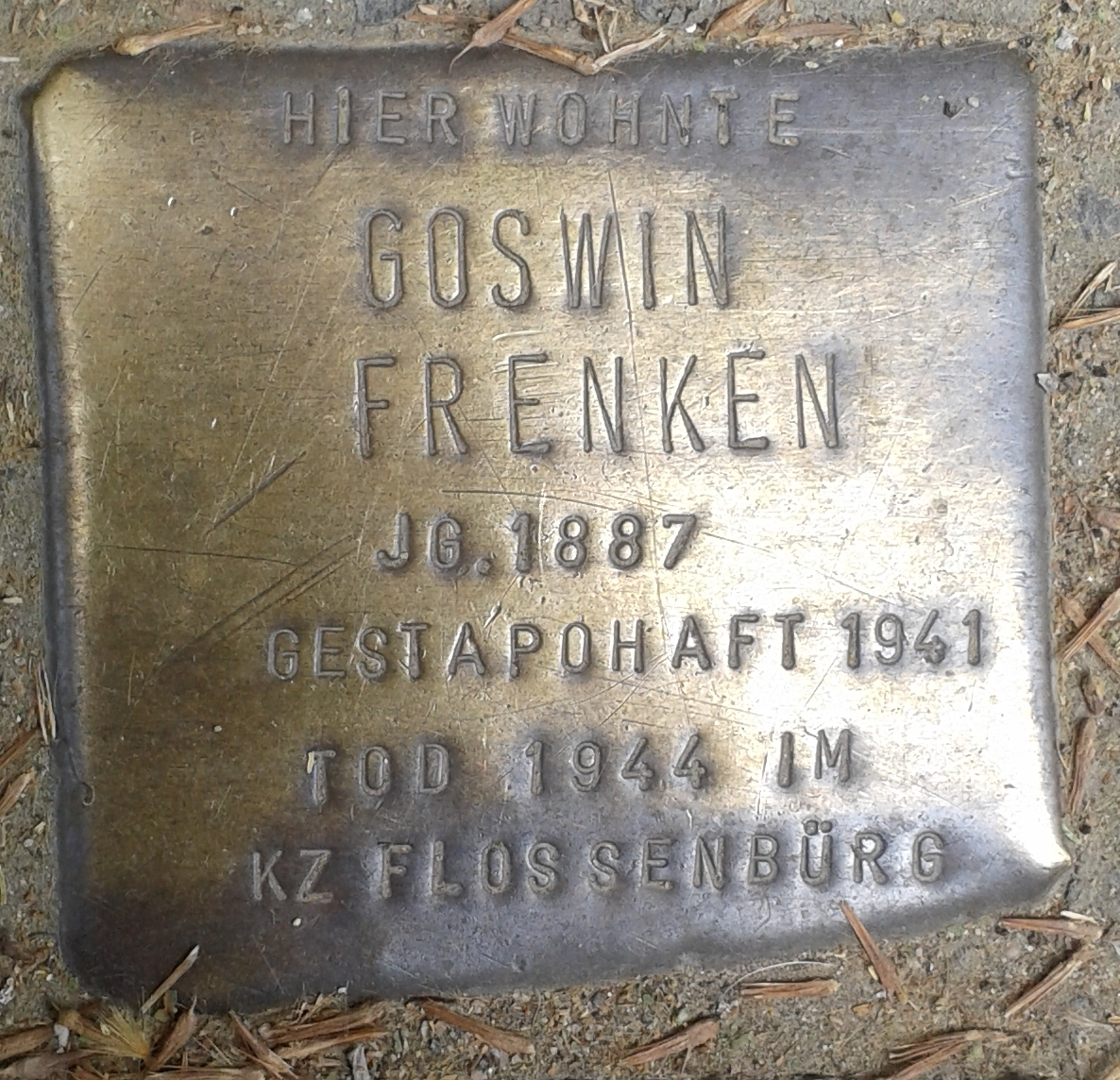
Stolperstein vor dem Wohnhaus Erftstraße 16

Im Mai 1933 wurde Goswin Frenken Mitglied der NSDAP. Aber noch im selben Jahr wurde er wegen „abfälliger Äußerungen über Hitler“, die er im alkoholisierten Zustand gemacht hatte, denunziert. Im November 1934 wurde ihm der Lehrauftrag entzogen, Anfang 1935 aber nach einigen Fürsprachen wieder erteilt. Nach weiteren kritischen Äußerungen über Hitler, bei denen wiederum Alkohol im Spiel gewesen war, wurde Frenken am 3. April 1935 in Haft genommen. Am 10. April 1935 wurde das Verfahren vom Generalstaatsanwalt Köln eingestellt, weil Frenken nicht bewusst gewesen sei, dass seine Äußerung an die Öffentlichkeit kommen könnte; es habe sich um ein privates Gespräch gehandelt. Am 20. Mai 1935 erhob die Gestapo Berlin jedoch Gegenvorstellung gegen die Einstellung des Verfahrens. Frenken wurde daraufhin mit Haftbefehl vom 27. September 1935 von der Gestapo erneut verhaftet und aus der Partei ausgeschlossen. Durch Urteil des Kölner Sondergerichts vom 17. Januar 1936 (AZ: 1 S Ms 91/35) wurde Frenken in einem Sondergerichtsverfahren freigesprochen, jedoch wurde ihm die Lehrbefugnis entzogen. Nach weiteren kritischen Äußerungen wurde Goswin Frenken am 23. April 1937 von der 4. Großen Strafkammer des Landgerichts Köln zu drei Monaten Gefängnis verurteilt und war bis zum 27. Juni 1937 im Kölner Gefängnis Klingelpütz inhaftiert. Am 2. Dezember 1937 wurde ihm von der Berliner Universität die Doktorwürde entzogen. 1941 kam Frenken in Gestapohaft. Ab dem 20. September 1944 war er im KZ Flossenbürg inhaftiert (Häftlingsnummer 25636), wo er am 23. Januar 1945 verstarb oder ermordet wurde. Die näheren Todesumstände sind nicht bekannt.
Vor seiner Wohnung in der Erftstraße 16 und vor dem Hauptgebäude der Universität zu Köln wurden vom Künstler Gunter Demnig zum Gedenken an Goswin Frenken zwei Stolpersteine verlegt.

## Werke
- Die Exempla des Jacob von Vitry. Beck-Verlag, München 1914.
- Quellen zum Leben Karls des Grossen B. G. Teubner-Verlag, Leipzig/Berlin 1921.
- Kölnische Bibliotheksgeschichte im Umriss. Klemens Löffler und Goswin Frenken. Rheinland-Verlag, Köln 1923.
- Zu dem Kataloge der Dombibliothek (in Köln) von 833. Rheinland-Verlag, Köln 1923.
- Wunder und Taten der Heiligen. F. Bruckmann-Verlag, München 1925.
- Die Patrocinien der Kölner Kirchen und ihr Alter. F. Bruckmann-Verlag, München 1925.
- Die älteste Schwanksammlung des Mittelalters (Die Mensa philosophica eines Kölner Dominikaners), In: Jahrbuch des Kölnischen Geschichtsvereins, Band 8–9, Köln 1927, S. 105–121.
- Kölner Handschriften geschichtlichen Inhalts. Zum Kampf zwischen Kaiser und Papst. Kölnischer Geschichtsverein, 1934.